# ۱۳۵۲ (خورشیدی)
سال ۱۳۵۲ هجری خورشیدی سالی عادی است.

## رویدادها
- فروردین - تهران - محمدرضا پهلوی هنری کیسینجر وزیر خارجه امریکا را در سفر سه روزه‌اش به تهران می‌پذیرد. هنری کیسینجر پشتیبان برنامه‌های همکاری ایران و آمریکا است. حزب جمهوری‌خواه خواهان پیشرفت‌های اقتصادی فرهنگی فنی بین دو کشور است. امریکا در گسترش صنایع پتروشیمی به ایران یاری می‌دهد و این برنامه‌های انرژی اتمی را نیز در بر می‌گیرد.
- ۲۱ بهمن - کردستان - ایران - نیروهای عراق به قرارگاه‌های مرزی ایران حمله می‌کنند. ۱۴ نفر از نیروی‌های عراقی کشته و ۸۹ نفر زخمی می‌شوند. ۸۱ نفر از نیروهای ایران زخمی می‌شوند و ایران ۵ هکتار از خاک عراق را تصرف میکند.
- ۱ اسفند - تهران - بر اساس فرمان شاه ایران آموزش در ایران تا پایان سیکل اول متوسطه اجباری می‌شود. آموزش در تمام مراحل رایگان است.
- ۱ اسفند - تهران - مالکیت مطلق نفت و ثروتمندتر شدن ایران. در ۶ ماهه نخست سال ۴۵۰ هزار بشکه نفت به بهای ۱۷ دلار فروش رفته‌است.

## زادروزها
- ۱ فروردین - بیژن بنفشه‌خواه، بازیگر
- ۲۴ اردیبهشت - محمدرضا هدایتی، بازیگر
- ۱۶ خرداد - کمند امیرسلیمانی، بازیگر
- ۳ مرداد - کوروش سلیمانی، بازیگر و کارگردان
- ۳۱ مرداد - آشا محرابی، بازیگر
- ۲۷ شهریور - رامین پرچمی، بازیگر
- ۲۴ مهر - رضا یزدانی، خواننده، نوازندهٔ گیتار، آهنگساز و بازیگر
- ۷ آبان - علیرضا استادی، بازیگر
- ۲۶ آبان - حامد بهداد، بازیگر
- ۱۰ آذر - بهاره رهنما، بازیگر
- ۲۷ آذر - شهاب عباسی، بازیگر، کارگردان
- ۲۸ آذر - سحر زکریا، بازیگر
- ۶ دی - مهدی پاشازاده، بازیکن سابق و مربی فوتبال
- ۱۰ دی - لاله و لادن بیژنی، دوقلوهای به هم چسبیده ایرانی بودند.
- ۹ بهمن - مهدی هاشمی‌نسب، بازیکن سابق و مربی فوتبال
- ۱۴ بهمن - سید شهاب حسینی، بازیگر سینما و تلویزیون و مجری و گوینده رادیو
- ۱ اسفند - کریم باقری، فوتبالیست
- ۴ اسفند - شهرام شاه‌حسینی، کارگردان سینما و تلویزیون
- یحیی علوی فرد، شاعر و نویسنده ایرانی کودک و نوجوان
- ۹ اسفند - مهران احمدی، بازیگر و کارگردان سینما، تئاتر و تلویزیون
- ۲۱ اسفند - بابک زنجانی، بازرگان و اختلاس‌گر

## درگذشت‌ها
- جعفر خرسندی، شاعر و نوازنده تار و ویولن
- ۲۵ اردیبهشت-مهدی الهی قمشه ای:فقیه،فیلسوف،عارف،شاعر و مترجم قرآن
- سید احمد زنجانی، فقیه شیعه
- ۱۹ آبان - محمد ساعد، سیاستمدار و نخست وزیر ایران در دوره پهلوی
- ۲۹ بهمن - خسرو گلسرخی، شاعر و نویسندهٔ انقلابی که توسط رژیم شاه تیرباران شد.